# Eparquía de Supraśl
La eparquía de Supraśl (en latín: Eparchia Suprasliensis Ruthenorum) fue una sede episcopal de la Iglesia católica, perteneciente a la Iglesia greco-católica ucraniana en Polonia, que fue suprimida en 1809 por el Imperio ruso.

## Territorio
La eparquía incluía a los católicos del rito bizantino de Prusia.
La sede eparquial estaba en la ciudad de Supraśl, en donde la iglesia abacial de la Anunciación de la Santísima Virgen María y San Juan Bautista, actualmente perteneciente a la Iglesia ortodoxa polaca.
Existían cuatro decanatos: Białystok, Bielsko-Podlaskie, Drogichyn y Novodvorsk.

## Historia
En la tercera partición de Polonia en 1795 pasaron al poder del Reino de Prusia territorios de la República de las Dos Naciones que eran parte de la eparquía de Brest (37 parroquias) y de la archieparquía de Kiev (31 parroquias). Estos territorios pasaron a llamarse Nueva Prusia Oriental e incluían partes de los voivodatos de Mazovia, Podlaquia, Trakai y Žemaitija. La eparquía fue erigida por las autoridades prusianas en enero de 1797 con Nueva Prusia Oriental, que tenía una población de 62 218 fieles greco-católicos.
Como resultado de las gestiones de Federico Guillermo II de Prusia, la nueva diócesis uniata fue reconocida por la Santa Sede el 6 de marzo de 1798 con la bula Susceptam a Nobis del papa Pío VI, quien también estableció el capítulo de la catedral, compuesto por un preboste y cuatro canónigos; y confirmado por el mismo pontífice el 27 de marzo de 1799 con la bula Apostolicum officium, con la que el papa entregó la institución canónica al nombramiento del primer obispo, Teodozy Wisłocki. La eparquía estaba inmediatamente sujeta a la Santa Sede.
El eparca Mikołaj Duchnowski fundó el seminario diocesano.
Después de la victoria de Napoleón Bonaparte en la Guerra de la Cuarta Coalición y la rebelión de Gran Polonia en 1806 la provincia de Nueva Prusia Oriental fue cedida de acuerdo con la Convención de Bartenstein (abril de 1807) y la Paz de Tilsit (julio de 1807) al Imperio ruso y al Ducado de Polonia. 59 parroquias con Suprasl y más de 47 000 creyentes pasaron al Imperio ruso, dejando 11 parroquias, un monasterio basiliano en Varsovia y 5757 creyentes en el Ducado de Varsovia, que luego fueron subordinado a la eparquía de Chełm.
La eparquía fue abolida el 14 de febrero de 1809 con un edicto del zar y su territorio anexado al de la eparquía de Brest. El obispo León Ludwik Jaworowski, elegido pero nunca confirmado por Roma, fue nombrado auxiliar del eparca Jozafat Bułhak de Brest.

## Cronología de los obispos
- Teodozy Wisłocki, O.S.B.M. † (27 de marzo de 1799-18 de mayo de 1801 falleció)
- Mikołaj Duchnowski † (16 de mayo de 1803-25 de junio de 1805 falleció)
  - Leon Ludwik Jaworowski † (1807-14 de febrero de 1809 nombrado auxiliar de Brest[2]) (eparca electo)